# Distretto di Rubirizi
Il distretto di Rubirizi è un distretto dell'Uganda, situato nella Regione occidentale.